# Орхидейный богомол
Орхидейный богомол (лат. Hymenopus coronatus) — типовой вид богомолов рода Hymenopus. Получил своё название из-за необычной окраски, делающей его похожим на цветок орхидеи.

## Описание
Взрослая особь обычно светло-розового цвета, только вылупившиеся из яиц личинки красно-чёрного цвета и внешне похожи на муравьёв — такой окрас отпугивает потенциальных хищников. В отличие от других видов, у орхидейного богомола широкие лапки, которые очень похожи на лепестки этого цветка. Небольшая голова и тонкие антенны. Длина тела самок — до 8 см, самцов — 4 см. 

## Распространение
Вид обитает в тропических лесах Индии и Индонезии.

## Биология
Орхидейные богомолы поедают насекомых-опылителей, которые принимают их за цветы и подлетают на близкое расстояние.

## Взаимодействие с человеком
Из-за своего привлекательного внешнего вида орхидейный богомол пользуется спросом у любителей экзотических насекомых.

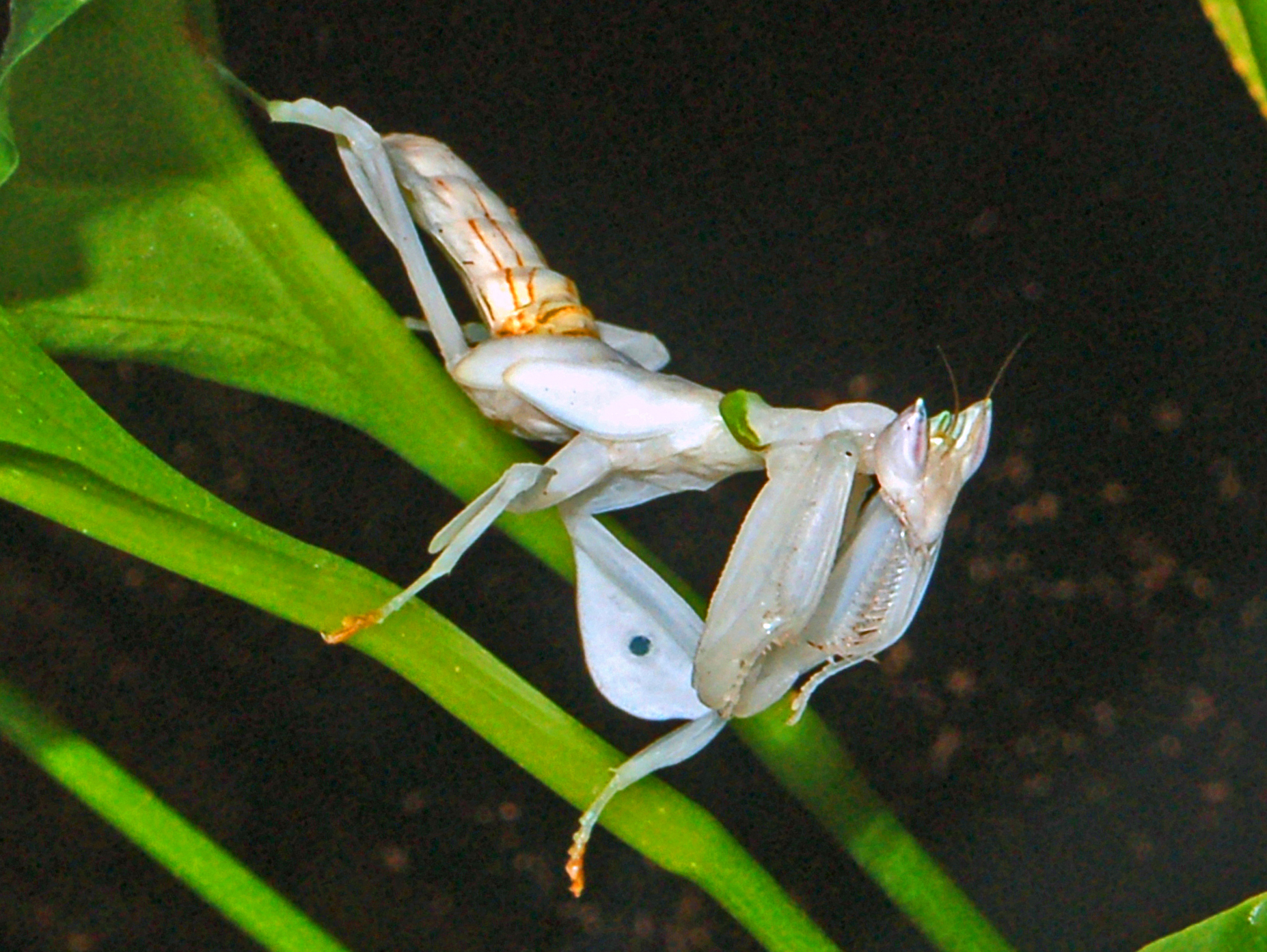
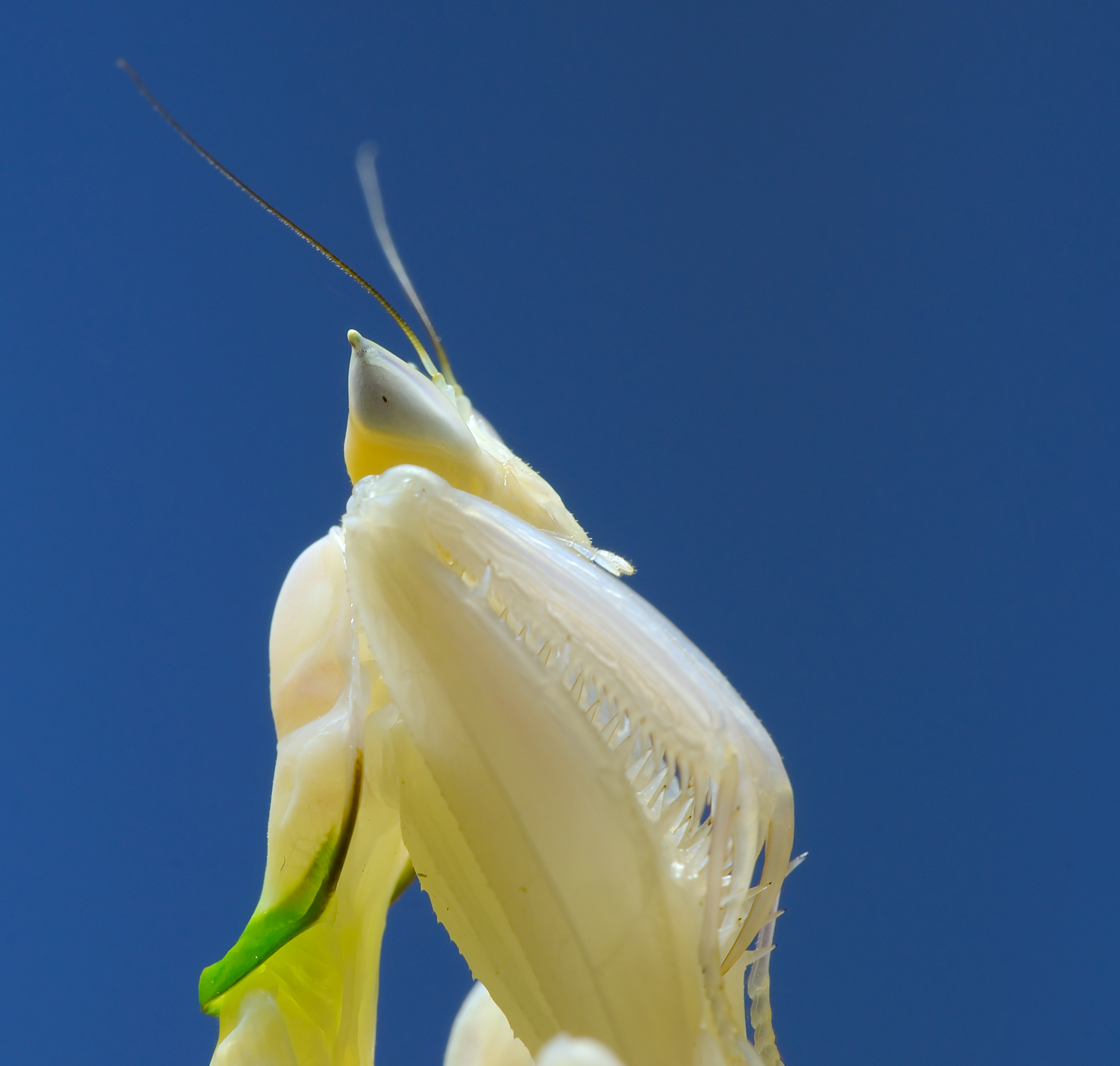
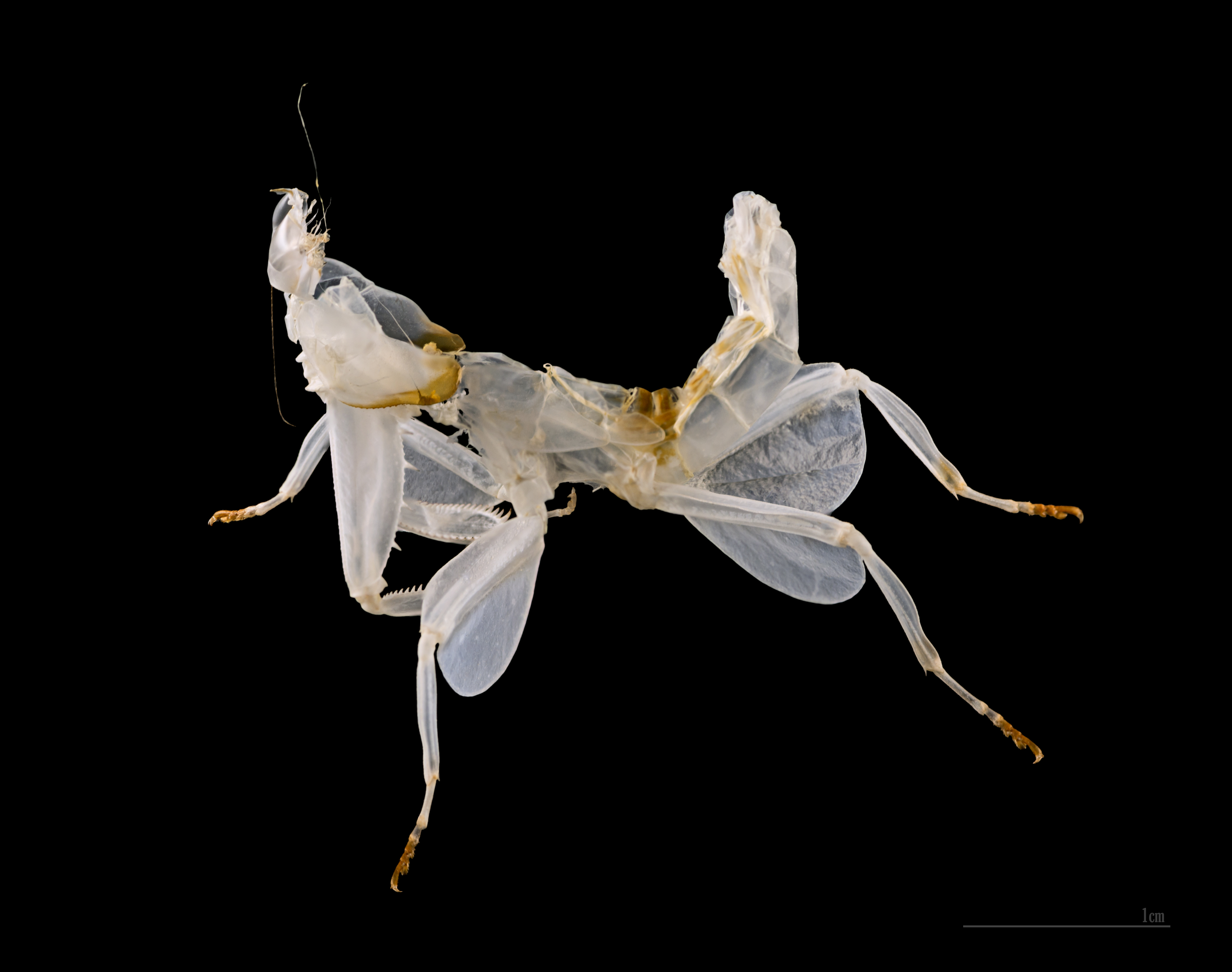